# 미 앤 유 앤 에브리원
《미 앤 유 앤 에브리원》(영어: Me and You and Everyone We Know)은 미국에서 제작된 미란다 줄라이 감독의 2005년 로맨틱 코미디 드라마 영화이다. 존 호크스 등이 출연하였고, 지나 권 등이 제작에 참여하였다. 이 영화는 다양한 인물들의 관계와 그들의 일상을 통해 인간 관계와 소통에 대한 이야기를 따뜻하게 그려낸다.

## 줄거리
영화는 여러 인물들의 이야기가 얽히며 전개된다.
아내와 헤어진 후 두 아들과 함께 살게 된 신발 판매원 리처드는 택시 운전사이자 아마추어 비디오 아티스트인 크리스틴과 만나 풋풋한 로맨스를 시작한다. 한편 리처드의 두 아들인 14살 피터와 6살 로비는 온라인 채팅에서 익명의 여성과 소통한다. 특히 로비가 채팅에서 표현한 이모티콘에 흥미를 느낀 여성은 직접 만나기를 제안하고, 이 여성은 현대 미술관 학예사인 낸시로 밝혀진다. 낸시는 로비를 만나고 아이임을 알게 되자 키스를 한 후 자리를 뜬다.
리처드의 이웃인 10대 소녀 헤더와 리베카는 리처드와 함께 구두 가게에서 일하는 이웃 앤드루와 교류한다. 앤드루는 이들과 직접 대화로 소통하는 대신 자신이 이 둘에게 하고 싶은 짓을 쓴 쪽지를 창문에 붙여 둔다. 이에 헤더와 리베카는 구강 성교 연습을 하려고 피터에게 부탁하고 누가 더 잘하는지 평가해 달라고 한다. 마침 이웃의 어린 소녀 실비가 이 장면을 목격한다. 이후 헤더와 리베카가 앤드루의 집을 찾아가자 앤드루는 겁을 먹고 이들을 피한다.
피터는 실비와 친해지고 그녀의 혼수함에 대해 알게 된다. 크리스틴과 리처드는 서로를 향한 호감을 인정한다. 로비는 매일 이른 아침에 들리던 소음의 원인이 거리 표지판에 동전을 두드리는 사업가라는 것을 알게 된다. 이 사업가는 로비에게 동전을 건네고, 로비가 사업가처럼 동전으로 표지판을 두드릴 때마다 태양이 한층 더 솟아오르며 시간이 흐른다.

## 출연진
- 존 호크스
- 미란다 줄라이
- 마일스 톰프슨
- 브랜던 랫클리프
- 칼리 웨스터먼
- 브래드 윌리엄 헹키
- 너태샤 슬레이턴
- 너자라 타운젠드
- 트레이시 라이트
- 엘런 기어
- 조던 포터

## 기타 제작진
- 협력 제작: 메리 프렌더개스트, 수지 유네시
- 라인 제작: 마이클 크로퍼드
- 배역: 메그 모먼, 린다 필립스팔로
- 미술: 애런 맨
- 의상: 크리스티 위튼본

## 음악
| #   | 제목                           | Artist             | 재생 시간 |
| --- | ------------------------------ | ------------------ | --------- |
| 1.  | 〈When I Call a Name〉         | 마이클 앤드루스    | 3:51      |
| 2.  | 〈Goldfish〉                   | 마이클 앤드루스    | 1:55      |
| 3.  | 〈What's That Sound?〉         | 마이클 앤드루스    | 1:58      |
| 4.  | 〈Socks on Ears〉              | 마이클 앤드루스    | 3:01      |
| 5.  | 〈Signs〉                      | 마이클 앤드루스    | 2:40      |
| 6.  | 〈5 on a Joyride〉             | 코디 체스넛        | 3:33      |
| 7.  | 〈I'm Not Following You〉      | 마이클 앤드루스    | 3:10      |
| 8.  | 〈Library Chat〉               | 마이클 앤드루스    | 2:50      |
| 9.  | 〈Me and You Shoes〉           | 마이클 앤드루스    | 1:17      |
| 10. | 〈Mirror〉                     | 마이클 앤드루스    | 3:39      |
| 11. | 〈Peter and Sylvie〉           | 마이클 앤드루스    | 3:21      |
| 12. | 〈F***〉                       | 마이클 앤드루스    | 2:01      |
| 13. | 〈Any Way That You Want Me〉   | 스피리추얼라이즈드 | 6:27      |
| 14. | 〈Boy Moves the Sun〉          | 마이클 앤드루스    | 3:38      |
| 15. | 〈A Summer Long Since Passed〉 | 버지니아 애스틀리  | 4:36      |
| 16. | 〈Heaven in Five〉             | 마이클 앤드루스    | 2:44      |